# Dronckaertstraat

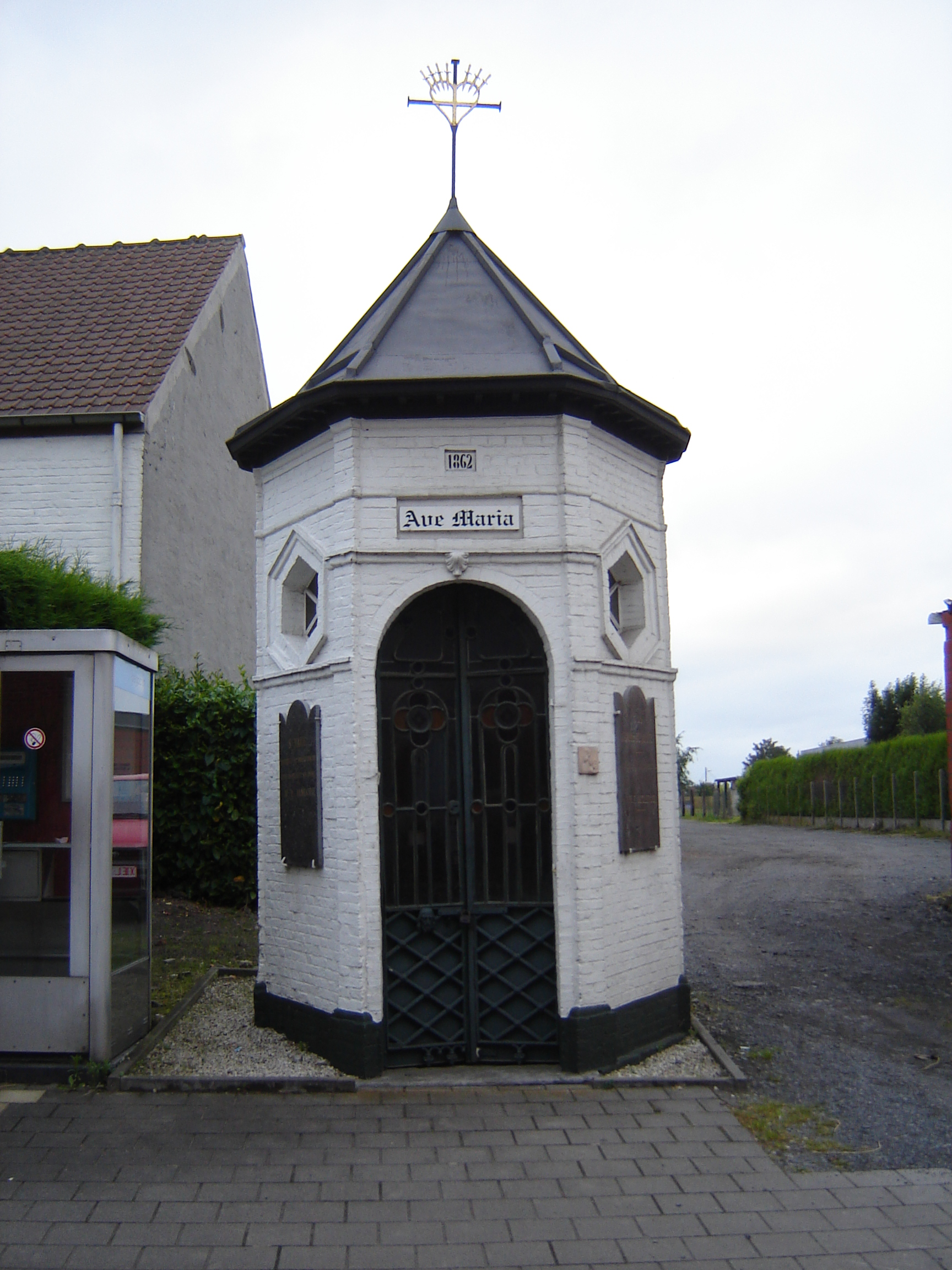
Wegkapel Avé Maria in Rekkem

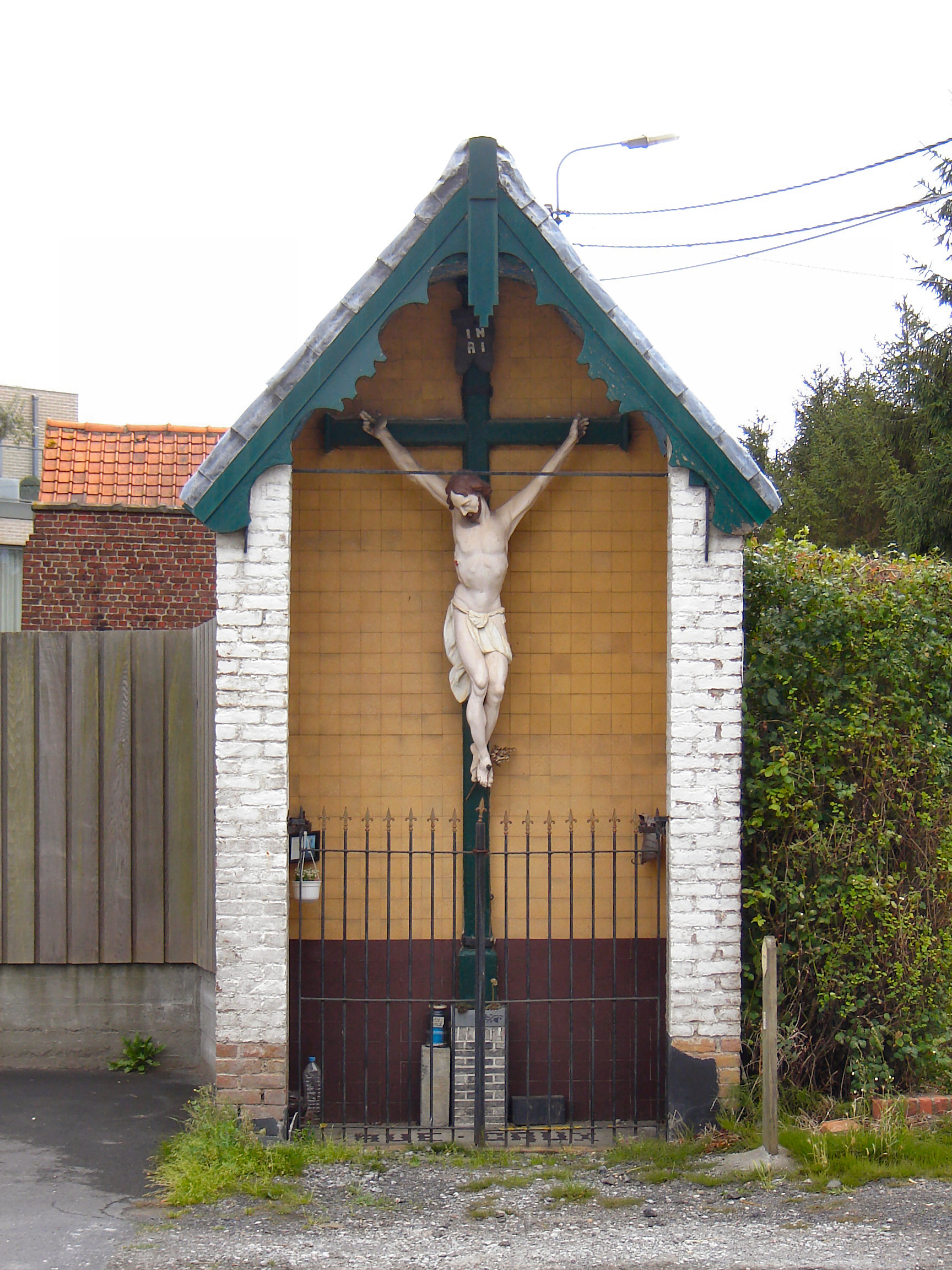
Kruisbeeld in Lauwe

De Dronckaertstraat (Frans: "Rue du Dronckaert") is een weg tussen de Belgische stad Kortrijk en de Franse stad Rijsel. De weg volgt het traject van een oude Romeinse heerweg. Door de autosnelweg E17 is het belang van deze weg afgenomen. Zowel in Frankrijk als België zijn delen van de weg landelijk, lopen andere delen door nijverheidsgebied, en lopen nog andere delen door woonwijken of residentiële gebieden met lintbebouwing.

## Traject
De weg begint in Frankrijk als afsplitsing van de weg Menen-Rijsel (D617) op de grens van Bondues en Roncq onder de Franse naam Rue du Dronckaert. Via Roncq en Neuville-en-Ferrain loopt de straat over een afstand van ruim 6 km in noordoostelijke richting naar de Belgische grens. In België loopt de straat daarna ongeveer 5 km verder als de Dronckaertstraat op het grondgebied van Rekkem en Lauwe, sinds 1977 deelgemeenten van Menen. Voorbij de snelweg A17/E403 loopt de weg onder andere namen nog een vijftal kilometer verder op Kortrijks grondgebied naar het stadscentrum toe. Op het grondgebied van deelgemeente Marke draagt ze de naam Rekkemsestraat en verder Markebekestraat, in Kortrijk zelf Marksesteenweg. Voorbij de Kortrijkse binnenring R36 sluit de weg ten slotte aan op de Hendrik Consciencestraat en Rijselsestraat naar de Grote Markt.
Het tracé van de weg is op sommige plaatsen licht onderbroken. In Lauwe wordt het oude tracé doorbroken door de spoorlijn Kortrijk-Moeskroen, en buigt de weg even noordwaarts af voor een brug over de spoorweg. Ook in Marke is het tracé even verlegd na de aanleg van diezelfde spoorlijn in 1842. Het einde van de Rekkemsestraat verlaat daar het oorspronkelijke tracé, loopt enkele honderden meters naast de spoorweg, om daarna via een tunnel onder de spoorwegberm aan te sluiten op de Markebekestraat die het oude traject verder zet.

## Geschiedenis
De Dronckaertstraat volgt ongeveer het traject van de oude Romeinse weg Gent-Kortrijk-Rijsel-Atrecht. Oude vermeldingen van de weg gaan terug tot de 12de eeuw. Oude namen waren Heirstraete en Eerstraete. Uit de 17de eeuw dateren vermeldingen als de Herstraete, Straete van Cortryck nar Ryssel, Chemin du Droncart en Groote Straete naer Ryssel. Uit 1758 dateert de vermelding "Erwegh loopende van Curtrick naer Rissel", uit 1803 "Chemin nommé le Dronkaert". De Atlas der Buurtwegen uit 1843 duidt de straat aan als Buurtweg 1, Dronckaertstraet of Herstraet. In Marke werd sinds 1910 het stuk ten westen van de spoorweg Reckemstraat genoemd. Later werd dit Rekkemstraat en sinds 1968 Rekkemsestraat. Het oostelijk stuk in Marke werd vanaf 1910 de Kortrijkstraat. In de Tweede Wereldoorlog werd dit Pastoor Slossestraat, in 1968 Kortrijksestraat en sinds 1981 Markebekestraat, naar het gehuchtje Markebeke. Op de hoek bevond zich een herberg. Wanneer de grens tussen Neuville en Rekkem rijksgrens werd, werd in een kamer van deze herberg een douanekantoor gevestigd. Op het kruispunt waar de herberg stond, is een rondpunt aangelegd.
De Dronckaertstraat was indertijd ook een smokkel- en sluipweg, waarlangs tabak, boter of vlees werd versjacherd.
De naam zou afgeleid van Roncq, een Franse gemeente langs de weg.

## Gebouwen
Langs de Dronckaertstraat bevinden zich enkele beschermde monumenten.
- Een wegkapel "Ave Maria" uit 1862, in Rekkem
- In Lauwe staat een beschermd kapelletje met kruisbeeld langs de weg. De kapel werd in 1905 opgebouwd, maar er zou reeds voordien een kruis hebben gestaan.
- De Sint-Antonius van Paduakapel of de "Kapel van de familie Van Houtteghem", uit 1893, aan de Markebekestraat in Marke